# Carloman al II-lea
Carloman al II-lea (n. 866 d.Hr. – d. 6 decembrie 884 d.Hr., Les Andelys, Haute-Normandie, Franța) a fost rege al francilor între 879 și 884. Era fiul lui Ludovic al II-lea și al Ansgardei de Burgundia.

## Biografie

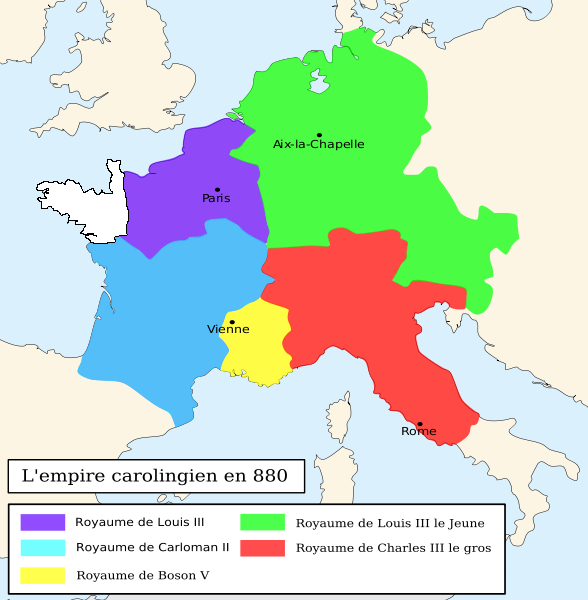
Regatul lui Carloman al II-lea este reprezentat în albastru. La moartea fratelui său, Ludovic al III-lea, în 882, el va moșteni regatul acestuia (reprezentat în mov).

La 11 septembrie 878, este logodit la Troyes cu Engelberge, fiica lui Boso de Provence.
La 4 septembrie 879, Carloman al II-lea este încoronat la Ferrières-en-Gâtinais împreună cu fratele său Ludovic al III-lea, alături de care împarte regatul francilor occidentali în 880. În timp ce Neustria și Francia îi revin lui Ludovic, Carloman primește Aquitania și Burgundia.
Cei doi suverani se înțeleg să-l excludă pe Hugues, fiul nelegitim al lui Lothar al II-lea, de la orice pretenție asupra fostului regat al tatălui său. Apoi, se îndreaptă împotriva lui Boson de Provence, care fusese ales rege la 15 octombrie 879 la Mantaille, lângă Vienne, și încoronat la Lyon de arhiepiscopul Aurélien. Împotriva lui Boson sunt organizate trei expediții militare:
- Prima, în vara anului 880, are ca obiectiv pacificarea regiunilor Berry, Autunois și Nivernais. După ce cuceresc Mâcon, pun asediu la Vienne, alături de Carol al III-lea, regele Italiei. Însă acesta se retrage în toamnă pentru a merge în Italia, unde primește coroana imperială în februarie 881.
- Ludovic al III-lea este nevoit să plece pentru a face față vikingilor, pe care îi zdrobește la 3 august 881, în bătălia de la Saucourt-en-Vimeu.
- În mai 881, este lansată o a doua campanie, urmată de o a treia între iunie și august 882[7][8].

După moartea fratelui său, la 5 august 882, Carloman al II-lea abandonează asediul orașului Vienne, pe care îl încredințează lui Richard de Burgundia (care îl cucerește la scurt timp după aceea). La 9 septembrie, o adunare reunită la palatul din Quierzy îl recunoaște drept unicul rege al francilor occidentali.
În octombrie 882, înaintează spre Somme pentru a înfrunta vikingii, pe care îi învinge pe râul Aisne, la Avaux, după care se retrage la Compiègne, unde convoacă o nouă adunare pentru iarnă.

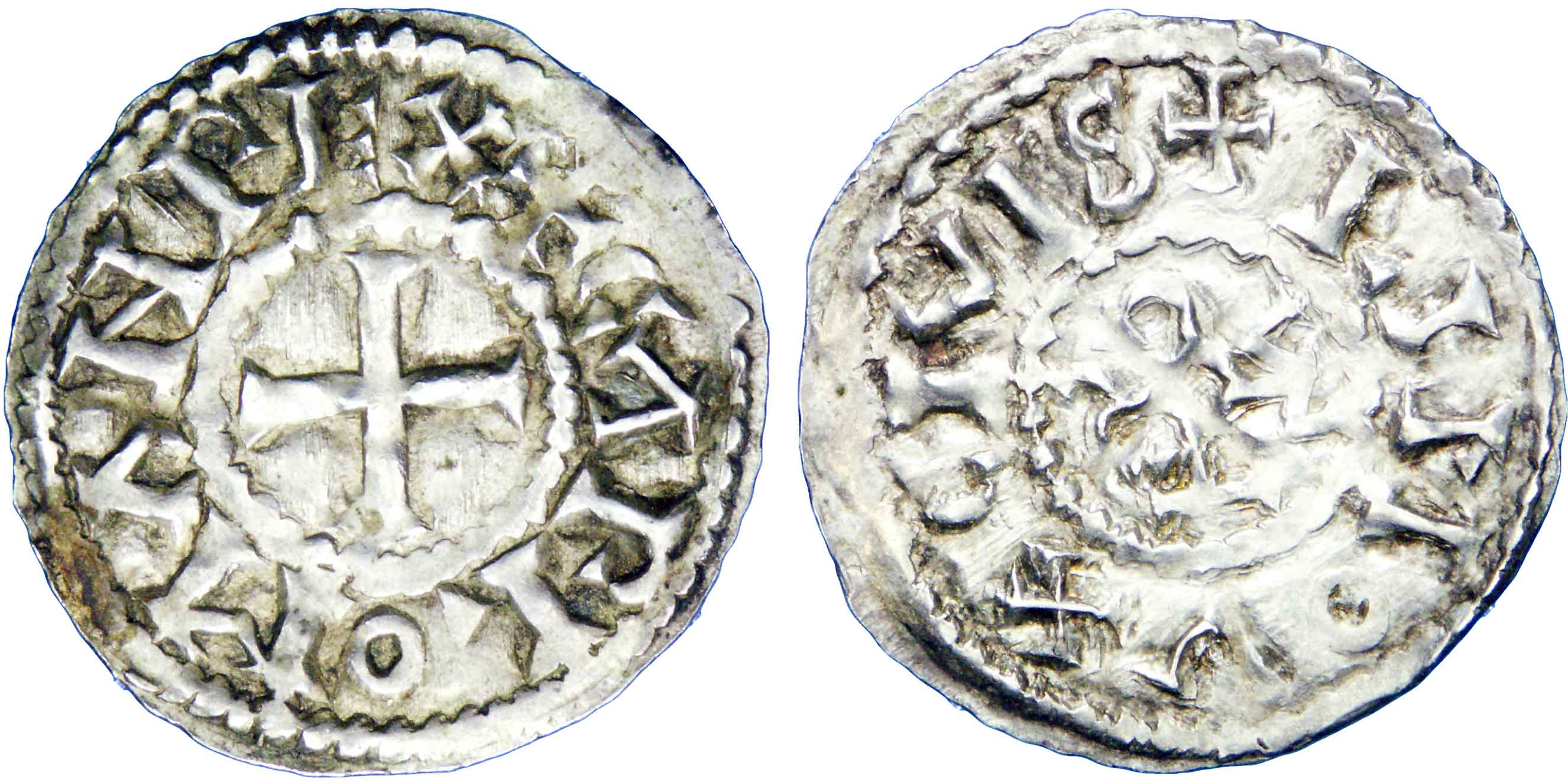
Denier sub Carloman al II-lea.

La adunarea de la Worms, la 1 noiembrie 882, Carloman al II-lea revendică, dar fără succes, restituirea jumătății occidentale a Lotharingiei de la Carol cel Gras, teritoriu pe care Ludovic al III-lea cel Tânăr i-l promisese anterior.
În 883, Carloman al II-lea suferă o înfrângere la Miannay, lângă Abbeville, împotriva invadatorilor vikingi, care devastează ținutul Somme.
În fața acestei situații, convoacă în 884 o adunare a marii nobilimi la Compiègne, unde se decide cumpărarea retragerii normanzilor în schimbul a 12.000 de livre de argint, o sumă enormă pentru acea epocă.
În martie 884, Carloman al II-lea convoacă marii nobili la Vernon și promulgă un capitular care prevede cele mai aspre pedepse pentru cei care practică jafurile și banditismul.
Acesta este ultimul capitular carolingian.
După ce a obținut plecarea normanzilor, Carloman al II-lea lasă curtea la mănăstirea Les Andelys și pleacă, împreună cu câțiva tineri apropiați, la vechiul palat de vânătoare din Bézu-la-Forêt (Eure), situat între Rouen și Gournay-en-Bray.
Însă, la 6 decembrie 884, moare la câteva zile după ce a fost rănit accidental la picior în timpul unei partide de vânătoare în pădurea Bézu.
Deoarece Carol, ultimul fiu postum al lui Ludovic al II-lea, era prea tânăr, marii nobili ai regatului apelează la împăratul Carol al III-lea pentru a asigura regența.

## Căsătorie și descendență
La 11 septembrie 878, Carloman al II-lea a fost logodit cu Engelberge, fiica foarte tânără a lui Boso de Provence.
Însă, stingându-se din viață prea devreme, nu s-a căsătorit și nu a avut descendență.
Stins din viață la doar 18 ani, este înmormântat la Saint-Denis.